# Lützenbachshof
Lützenbachshof is een gehucht in de Duitse gemeente Geisa in het Wartburgkreis in Thüringen. Het was deel van de gemeente Borsch en ging in 1994 op in Geisa.